# Grand hotel/Innamorata io
Grand hotel/Innamorata io è il 22° 45 giri di Patty Pravo, pubblicato nel 1976 dalla casa discografica Ricordi.

## Il disco
Il singolo arrivò in top 50 raggiungendo la 46° massima posizione ma non risultò fra i 100 singoli più venduti del 1976.

### Grand hotel
Grand hotel è una cover del brano Motel di Renato Zero, riadattata al femminile, scritta da Renato Zero, Franca Evangelisti, Maurizio Piccoli e Piero Pintucci.
Il brano fu incluso nell'album Patty Pravo.

### Innamorata io
Innamorata io è stata scritta da Luigi Albertelli, Alberto Contarino e Giacobone.
Il brano fu incluso nell'album Patty Pravo.

## Tracce
45 Giri edizione italiana
Lato A
1. Grand hotel - 4:10

Lato B
1. Innamorata io - 2:02